# Queen of the Universe
Queen of the Universe es un programa de televisión de competencia de canto de drag queens producido por World of Wonder, programada para transmitirse en la red de televisión en streaming Paramount+. El programa es conducido por Graham Norton junto con cuatro jueces provenientes de los mundos de la música, el drag y los concursos de reality shows. Las concursantes compiten por un premio en efectivo de 250.000 dólares.
El show se estrenó el 2 de diciembre de 2021.

## Premisa
Catorce drag queens de todo el mundo participarán cada semana en una competencia de canto con números musicales y desafíos presentados frente a una audiencia en vivo y un panel de jueces.

## Jurado
- Graham Norton como anfitrión
- Leona Lewis como jueza
- Michelle Visage como jueza
- Trixie Mattel como jueza
- Vanessa Williams como jueza

## Temporadas
- Primera temporada
- Segunda temporada

## Producción
El 24 de febrero de 2021, Viacom CBS y más tarde Paramount+ anunciaron la competencia internacional de canto drag Queen of the Universe de World of Wonder, los productores detrás de RuPaul's Drag Race, cuyos miembros del elenco se nombrarían más adelante. El 27 de septiembre de 2021 se anunció que Graham Norton sería el anfitrión del programa. Los jueces fueron anunciados el 28 de octubre de 2021, siendo estos Leona Lewis, Michelle Visage, Trixie Mattel y Vanessa Williams. Los concursantes de la primera temporada fueron revelados el 10 de noviembre de 2021.